# پژو اسپورت
پژو اسپورت (انگلیسی: Peugeot Sport) سازمان ورزشی شرکت پژو در مسابقات ورزش‌های موتوری است.
این تیم که در سال ۱۹۸۴ تاسیس شده مقر آن در پارک بولونی در نزدیکی پاریس است و در مسابقاتی همچون فرمول یک و رالی قهرمانی جهان شرکت میکند. 

## نگارخانه

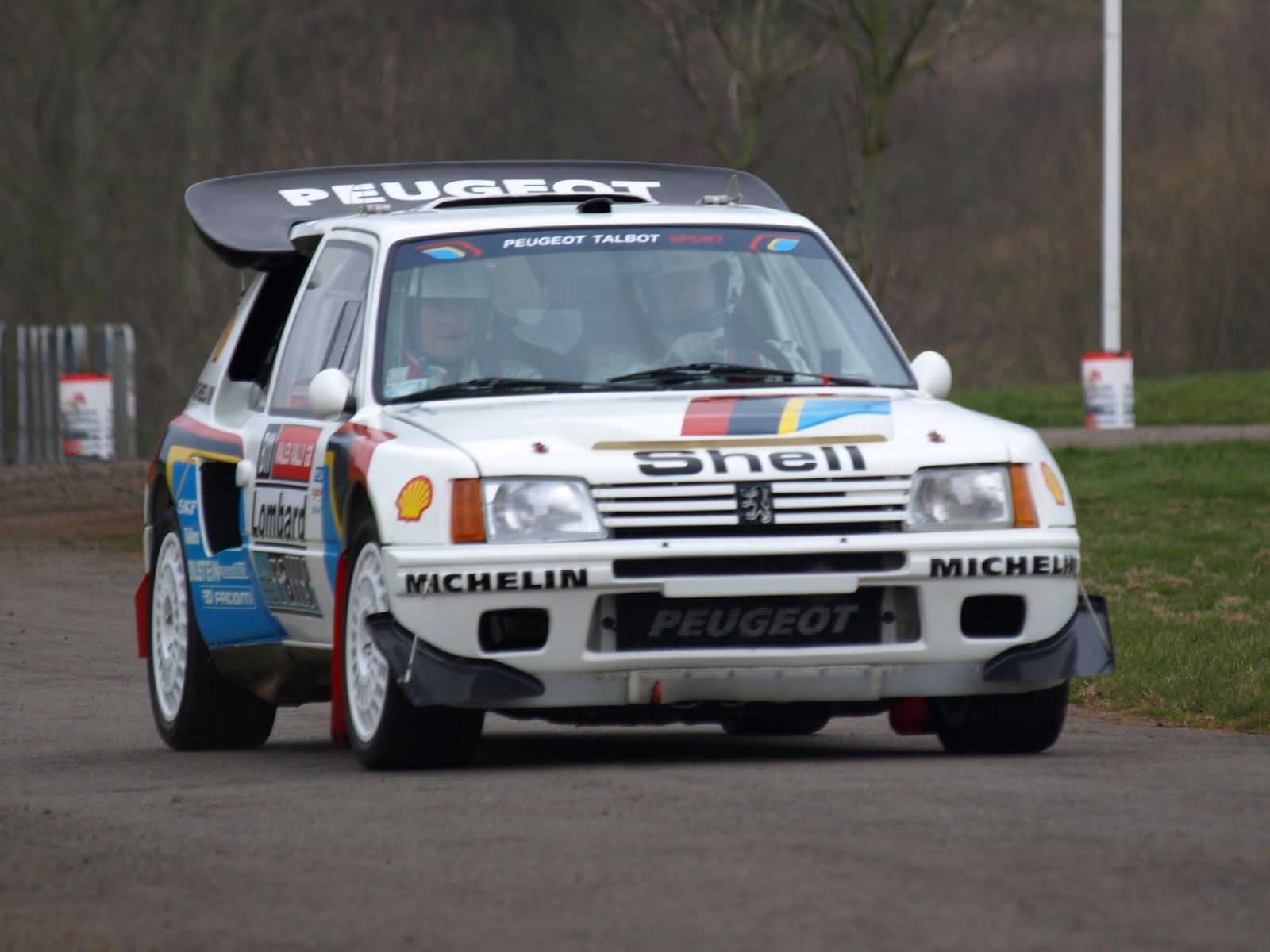
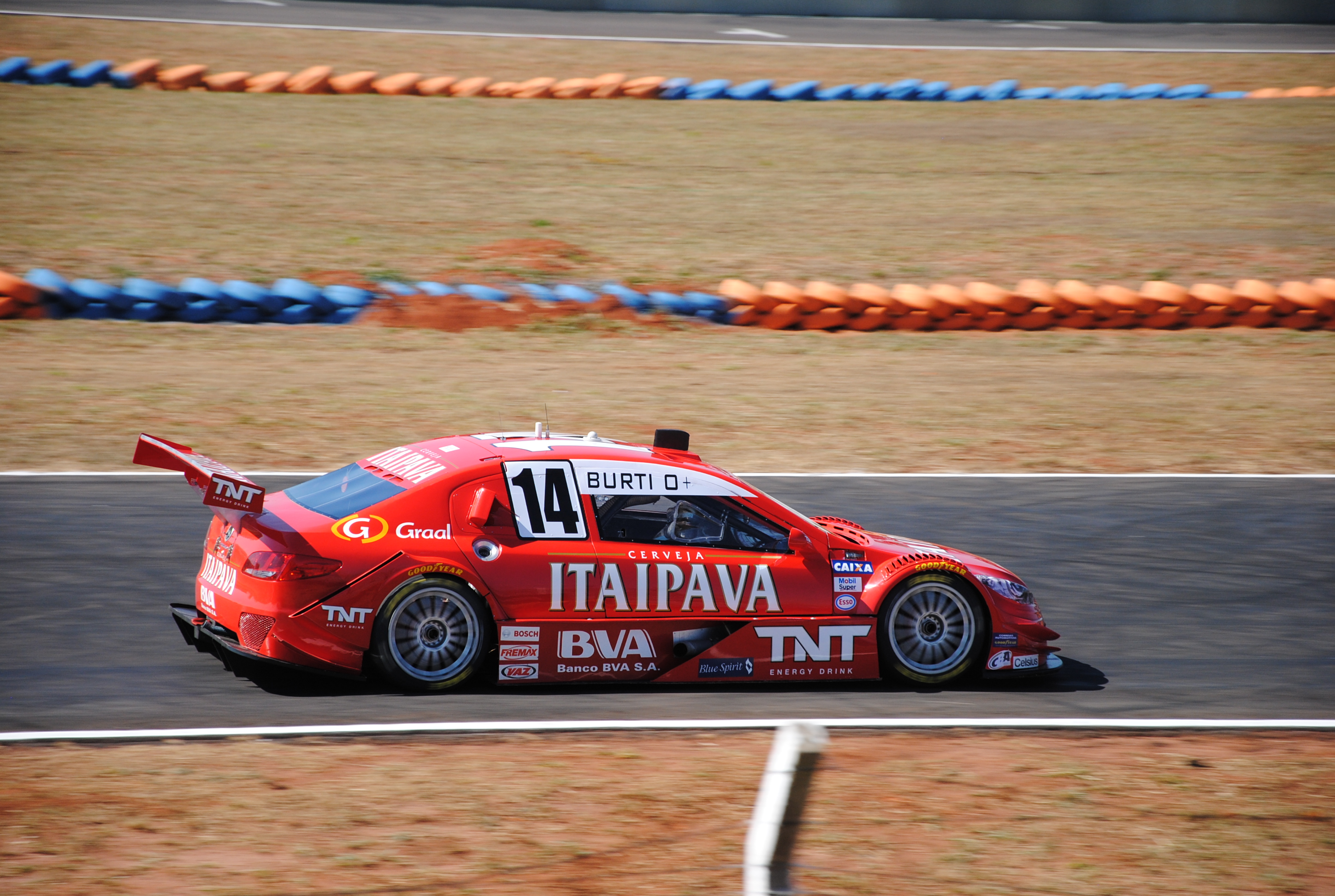
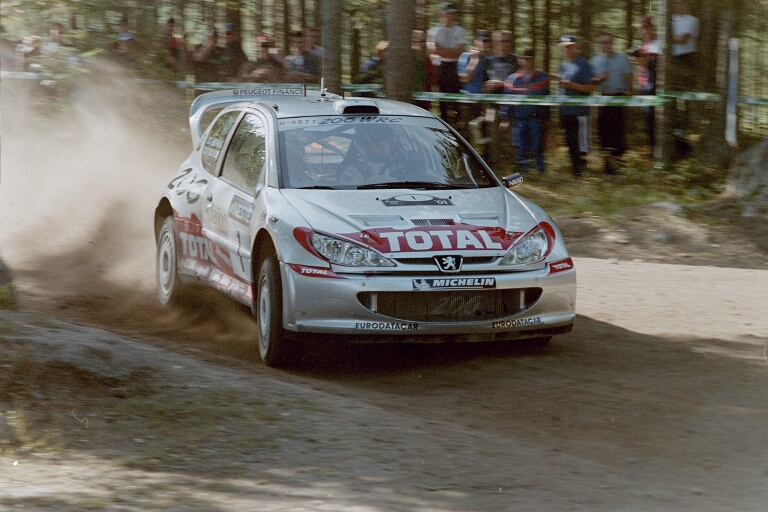
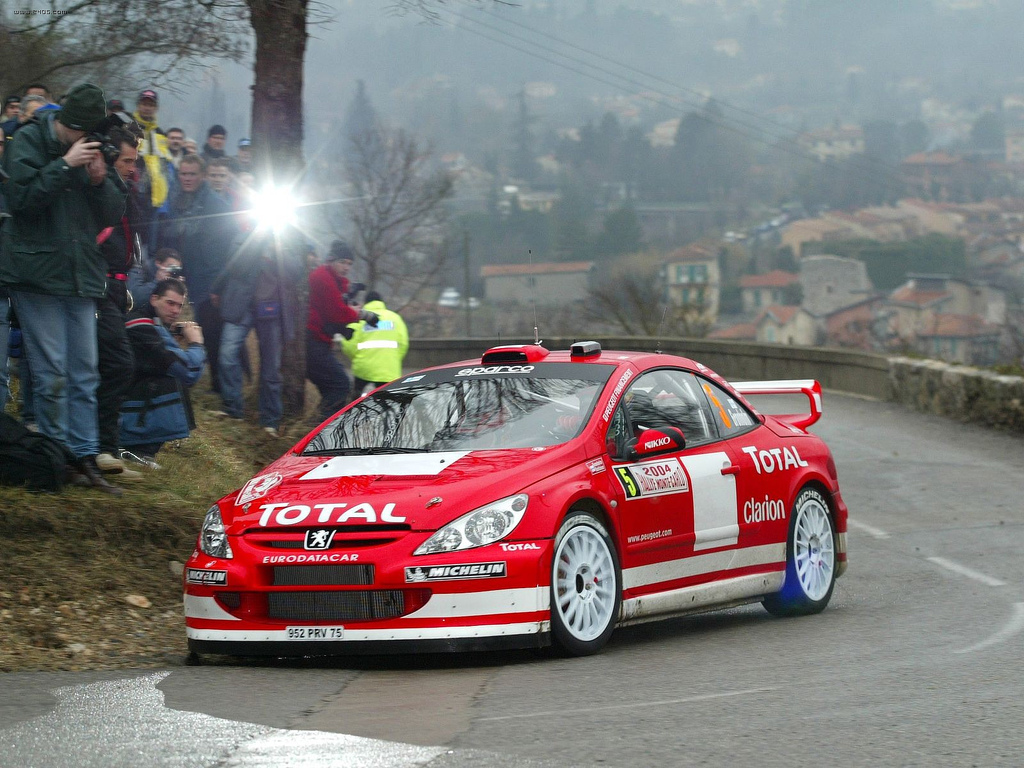
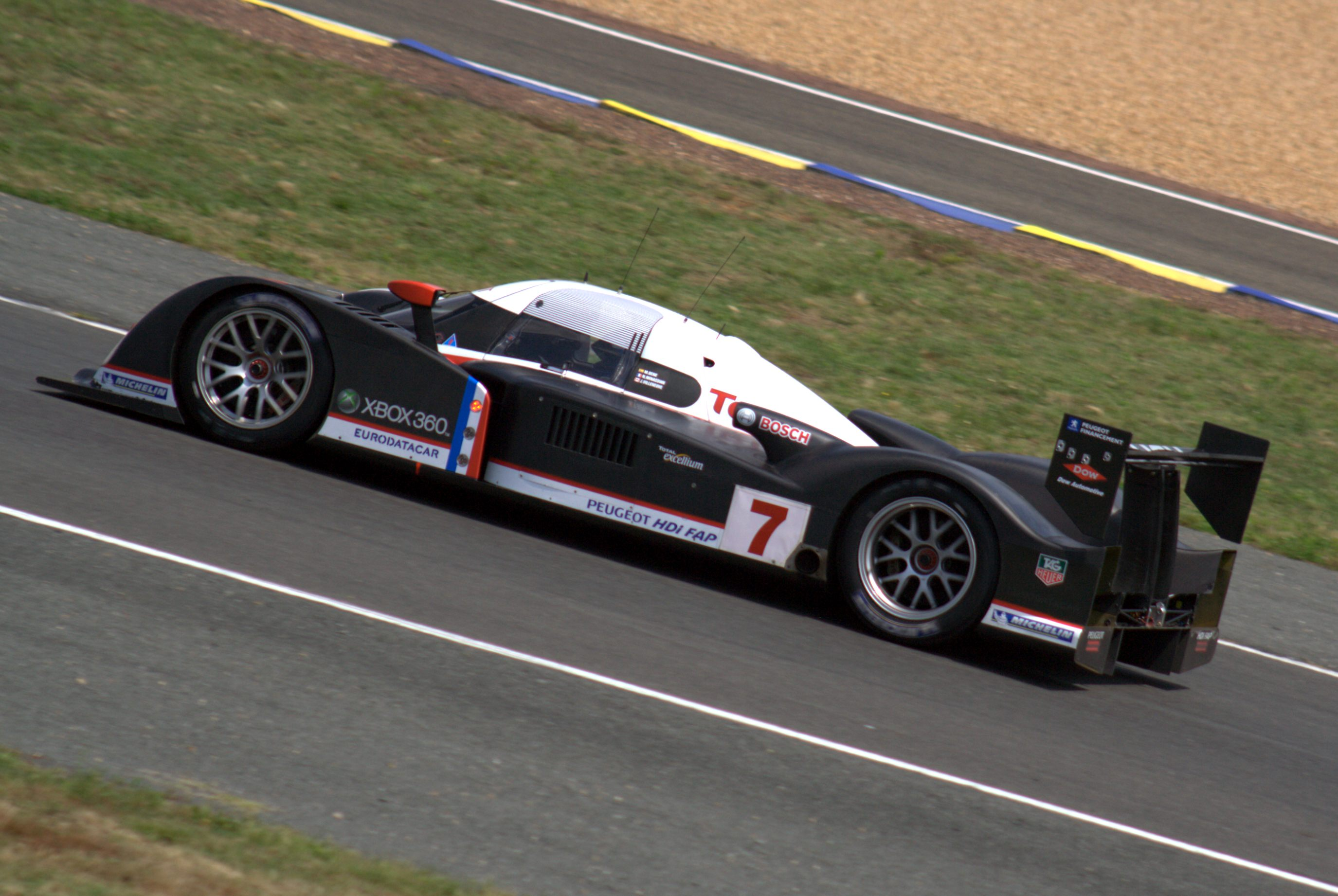